# Sebastian Mayer

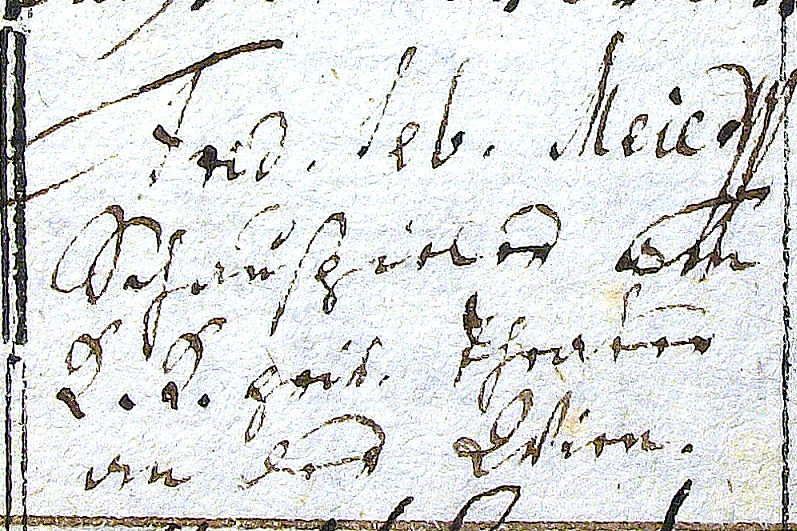
Friedrich Sebastian Meiers Unterschrift mit der korrekten Schreibweise seines Namens

Friedrich Sebastian Mayer (* 5. April 1773 in Benediktbeuern; † 9. Mai 1835 in Wien) war ein deutsch-österreichischer Sänger (Bass), Komponist und Regisseur.

## Leben
Mayer schloss 1790 in München das churfürstliche Gymnasium (heute Wilhelmsgymnasium München) ab und begann in Salzburg Theologie zu studieren, entschied sich aber dann für eine Theaterlaufbahn. 1792 ging er als Bassist an das Theater in Linz und wurde schließlich von Emanuel Schikaneder für dessen Freihaustheater engagiert, wo er am 9. September 1793 als Sarastro in der Zauberflöte sein Debüt gab.
Am 23. Dezember 1797 heiratete er die verwitwete Josepha Hofer geb. Weber, eine Schwester von Constanze Mozart.
Bei der Uraufführung von Beethovens Oper Fidelio, die am 20. November 1805 im Theater an der Wien stattfand, übernahm er die Rolle des Pizarro. Bei der Uraufführung der zweiten Fassung, am 29. März 1806, führte er auch Regie. Es sind zwei Briefe Beethovens an Mayer überliefert, die auf die zweite Aufführung am 10. April Bezug nehmen, in denen Beethoven Mayer duzt und ihn bittet, „Sorge zu tragen, daß die Chöre noch besser probirt werden, denn es ist das leztemal tüchtig gefehlt worden, auch müßen wir Donnerstags Noch eine probe mit dem ganzen orchester auf dem Theater haben“.
Vom 20. Januar 1815 bis zum 30. Juni 1827 war er Mitglied der Wiener Hoftheater. Er schrieb auch Ritterromane und Bühnenstücke, darunter Friedrich der letzte Graf von Toggenburg (1794), und die Zauberoper Rosalinde oder Die Macht der Feen (1796).
Ignaz Franz Castelli schreibt über ihn: 

„Sebastian Meyer. Dieser Mann war als Sänger (Baß) nicht sehr bedeutend, aber ein wackerer Schauspieler, und als Opernregisseur ein ganz ausgezeichneter Schützer und Verbreiter des wahrhaft Guten und Schönen. Niemand hat in Wien für die Verbesserung der Opernmusik, und daher auch für die Verbesserung des Geschmackes in musikalischer Hinsicht so Bedeutendes gewirkt als er. Mit tiefen musikalischen Kenntnissen ausgestattet, war es weniger die Pflicht, die ihm als Regisseur oblag, sondern mehr feine Liebe für die Kunst, daß er im Theater an der Wien eine Oper zu Stande brachte, die nicht nur mit der Hofoper wetteifern konnte, sondern diese bei weitem übertraf. Er war es, welcher die bessern französischen Opern verschrieb, sie übersetzen ließ und dann mit großer Sorgfalt in die Scene setzte. Cherubini, Catél, Dallayrac, Mehul, Boieuldieu, Isouard wurden durch ihn zuerst den Wienern bekannt und bei ihnen beliebt. Wer „Lodoiska“, „Semiramis“, den „Bernhardsberg“, den „Thurm von Gothenburg,“ „Johann von Paris“, „Aschenbrödl“, die „beiden Füchse“, „Johanna“, die „vornehmen Wirthe“ u. s. w. auf dieser Bühne gesehen hat, wo sie unter Meyer’s Leitung ebenso gut gesungen als gespielt wurden, der wird das Vergnügen, welches sie ihm gewährten, nie vergessen; ja Meyer wußte den Geschmack so zu fesseln, daß selbst kleine Operetten, wie der „Schatzgräber“, „Pächter Robert“ u. s. w. dieses große Schauspielhaus zehn-, zwanzigmal füllten. Dabei unterstützten ihn die beiden Brüder Seyfried ganz außerordentlich. Joseph v. Seyfried war ein schneller und glücklicher Uebersetzer, und Ignaz v. Seyfried einer der tüchtigsten Capellmeister, nach Sechter wohl der größte Contrapunctist, was seine gediegenen Kirchencompositionen beweisen, und wovon seine vielen Schüler, welche er in der Composition gebildet hat, Zeugniß geben. In der Composition von Opern war er nicht so glücklich, doch geschah es oft, daß er auf Anordnung Meyers ältere französische Opern, wie z. B. „Richard Löwenherz“, vortrefflich neu instrumentirte und zu andern ein neues Musikstück componirte, welches als das beste der Oper anerkannt wurde. Ich war mehre Jahre täglich Abends nach dem Theater bei Meyer, und lernte diesen Mann ganz kennen. Da sah er gewöhnlich neuere französische Opernpartituren durch, und ich mußte ihm – da er nicht französisch verstand – den Inhalt erklären; dann gab er entweder Seyfried oder mir die Oper zu übersetzen, und deutete uns zugleich die Abänderungen an, welche wir damit zu treffen haben, bezeichnete uns die Stellen, wo neue Musikstücke einzuschalten seien, und ließ diese, von uns gedichtet, von den Kapellmeistern Seyfried oder Fischer componiren. Aeltere Opern, wie „Richard Löwenherz“ und „Raoul der Blaubart“, ließ er ganz neu instrumentiren; so kam es, daß das Theater an der Wien stets Neuigkeiten, gut dargestellt, brachte, und zu jener Zeit das beliebteste Theater in Wien war.
Noch in seinem Alter, wo er als Opernsänger nicht mehr wirken konnte, verließ ihn seine Leidenschaft für gute Musik nicht, er sang bei Oratorien und in Kirchen im Chor mit, und ich habe öfters bei ausdrucksvollen Stellen Freudenthränen über seine schon gefurchten Wangen laufen gesehen.
Sebastian Meyer hätte für sein Verdienst, den Geschmack des Publikums für gute Opernmusik gebildet zu haben, eine Auszeichnung verdient; später haben derlei Auszeichnungen Jene erhalten, die durch gemein-italienische Tändelei den Geschmack wieder verschlechtert haben.“

Sebastian Mayers letzte Wohnung befand sich auf der Laimgrube Nr. 27, wo er am 9. Mai 1835 „an der Bauchwassersucht“ verstarb.